# Richard Whittington

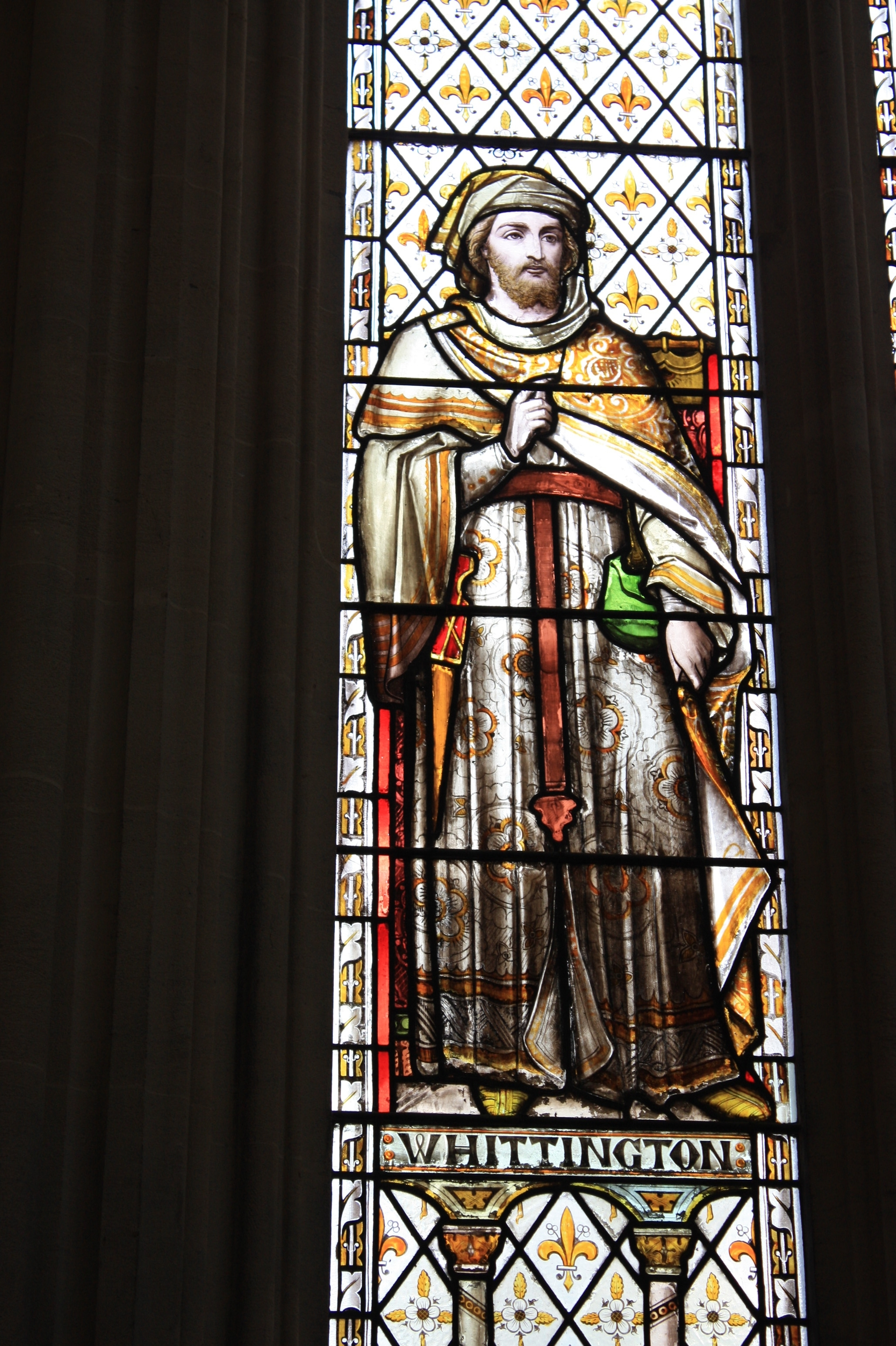
Richard Whittington en vidrieras. Guildhall, Ciudad de Londres

Marca de mercader de Richard Whittington, tal como se muestra en el retrato de 1590 por Reginald Elstrack.

Richard Whittington (c. 1354–1423) de la parroquia de St Michael Paternoster Royal, Ciudad de Londres, fue un mercader inglés y un político del periodo medieval tardío. Es también la inspiración de vida real para el cuento inglés Dick Whittington y su gata. Fue cuatro veces Lord Mayor de Londres, miembro del parlamento y sheriff de Londres. En vida financió proyectos públicos como sistemas de drenaje en áreas pobres del Londres medieval y una sala de hospital para madres solteras. Legó su fortuna para formar la Caridad de Sir Richard Whittington que, casi 600 años más tarde, continúa asistiendo a personas  necesitadas.

## Orígenes
Nació probablemente a principios de 1350, en una antigua y rica familia noble de Gloucestershire, siendo el 3.º hijo del Señor William Whittington  de Pauntley (d. 1358), en el Bosque de Dean, Gloucestershire, quien fue un miembro del Parlamento; así como de su mujer Joan Maunsell, quien era hija de William Maunsell (o Mansel), miembro del Parlamento para Gloucestershire y Sheriff de Gloucestershire en 1313. Sus hermanos mayores eran Robert Whittington (d.1423/4), que fue 6 veces miembro del Parlamento de Gloucestershire, y William Whittington, quien era el mayor. Su abuelo, Sr William de Whittington, se asentó en Kinver en Staffordshire.

## Primeros años
Siendo el hijo más joven y estando en vigor el sistema de primogenitura no esperaba heredar las propiedades de su padre, por lo que fue enviado a la ciudad de Londres para aprender el comercio de mercería. Se convirtió en un comerciante de éxito, comerciando con valiosas importaciones como sedas y terciopelos, ambos tejidos de lujo, que vendía principalmente a la realeza y la nobleza desde aproximadamente 1388. Hay pruebas indirectas de que también fue un importante exportador a Europa de telas de lana inglesa bastante solicitadas, como las de paño fino. De 1392 a 1394, vendió bienes al rey Richardo II con un valor de £3,500 (equivalente a más de £1.5 millones de hoy). También comenzó a prestar en 1388, prefiriendo esta actividad a permitirse muestras externas de riqueza como la compra de propiedades. Para el año 1397, ya prestaba grandes sumas de dinero al rey .
En 1384, Whittington se había convertido en concejal de la Ciudad de Londres. En 1392 fue uno de los delegados del rey en Nottingham, ya que el rey se apoderó de las tierras de la ciudad de Londres debido a un supuesto mal gobierno. En 1393, se había convertido en concejal y fue nombrado Sheriff de la Ciudad de Londres por el alcalde titular, William Staundone, además de convertirse en un miembro de la Worshipful Company of Mercers. Dos días después de la muerte de Adam Bamme en junio de 1397, el rey impuso a Whittington en la ciudad como su reemplazo. En cuestión de días, Whittington había negociado con el rey un acuerdo en el que la Ciudad recompró sus libertades por £10,000 (casi £4 millones de hoy). Fue elegido formalmente como alcalde por una población agradecida el 13 de octubre de 1397.
La deposición del rey Ricardo II en 1399 no afectó a Whittington: se cree que él simplemente accedió al golpe de Estado dirigido por Bolingbroke, más tarde rey Enrique IV de Inglaterra, al que Whittington llevaba mucho tiempo suministrando mercancía. También prestó al nuevo rey importantes sumas de dinero. Fue elegido alcalde nuevamente de 1406 y 1419, y durante 1407, se desempeñó como alcalde de The Staple en Calais, en representación de los comerciantes de esa ciudad. En 1416, se convirtió en miembro del Parlamento para la Ciudad de Londres. También fue influyente con el rey Enrique V, hijo y sucesor de Enrique IV, al que prestó grandes cantidades de dinero y para quien sirvió en varias comisiones reales de oyer y terminador.  Comisiones Reales de oyer y terminer. Por ejemplo, Enrique V lo empleó para supervisar los gastos para completar la Abadía de Westminster. A pesar de ser prestamista, era lo suficientemente fiable y respetado para sentarse como juez en juicios de usura en 1421. Whittington también recaudó ingresos y aranceles de importación. Además ganó una larga disputa con la Worshipful Company of Brewers sobre las medidas y los precios estándares de la cerveza.

## Matrimonio
En 1402, a los 48 años de edad, se casó con Alice FitzWaryn (d. 1411), pero ella murió sin darle descendencia. Ella fue una de las dos hijas y herederas conjuntas de Sir Ivo FitzWaryn (1347-1414), de Caundle Haddon en Dorset, y de Wantage en Berkshire (ahora Oxfordshire) (cuyo monumental latón sobrevive hasta estos días en la iglesia de Wantage). Sir Ivo FitzWaryn fue miembro Parlamentario en diversos condados tales como Dorset, Devon, y Somerset; además de ser un hijo del Señor William FitzWaryn, Caballero de la Orden de la Jarretera del Castillo de Whittington en Shropshire, quien a su vez fue probablemente un hijo de Fulk FitzWarin, 3.º Barón FitzWarin (c.1315–1349), también del Castillo de Whittington  en Shropshire y de Wantage; siendo esta una antigua e influyente familia de Marcher Lords. Un retrato de Richard Whittington hacia 1590 por Reginald Elstrack muestra sus escudos heráldicos paternos, y también para su esposa, una versión diferenciada de los escudos habituales del Barón FitzWarin con armiño en el 1.º y 4º cuadrantes en lugar de argent, el cual también era una variante utilizada por Wiliam FitzWarin, un miembro de la familia Shropshire, como se muestra en el Gelre Armorial, c.1370-1414. 
El último hombre en el linaje fue Fulk FitzWarin, 7.º Barón FitzWarin (1406–1420), cuyo sucesor eventual (a través de una línea femenina) fue William Bourchier, 9.º Barón FitzWarin, 2.º hijo de William Bourchier, 1.ª conde de Eu (1386–1420) uno de los nobles ricos a quienes Richard Whittington les prestó dinero.

## Donaciones
En vida, Whittington donó gran parte de sus ganancias a la ciudad y dejó más dotaciones por su testamento. Así, financió: 
- La reconstrucción del Guildhall
- Una sala para madres solteras en el Hospital St Thomas.
- Sistemas de drenaje para las áreas alrededor de Billingsgate y Cripplegate.
- La reconstrucción de su iglesia parroquial, St Michael Paternoster Real.
- Un baño público con capacidad para 128 personas llamado Whittington Longhouse, en la parroquia de St Martin Vintry, que fue limpiado por el río Támesis durante la marea alta.
- La mayor parte de la biblioteca Greyfriars.

También proporcionó alojamiento para sus aprendices en su propia casa. Aprobó una ley que prohíbe el lavado de pieles de animales por los aprendices en el río Támesis en tiempos fríos y húmedos, porque muchos niños pequeños habían muerto por hipotermia o ahogados en las fuertes corrientes del río.

## Muerte y entierro

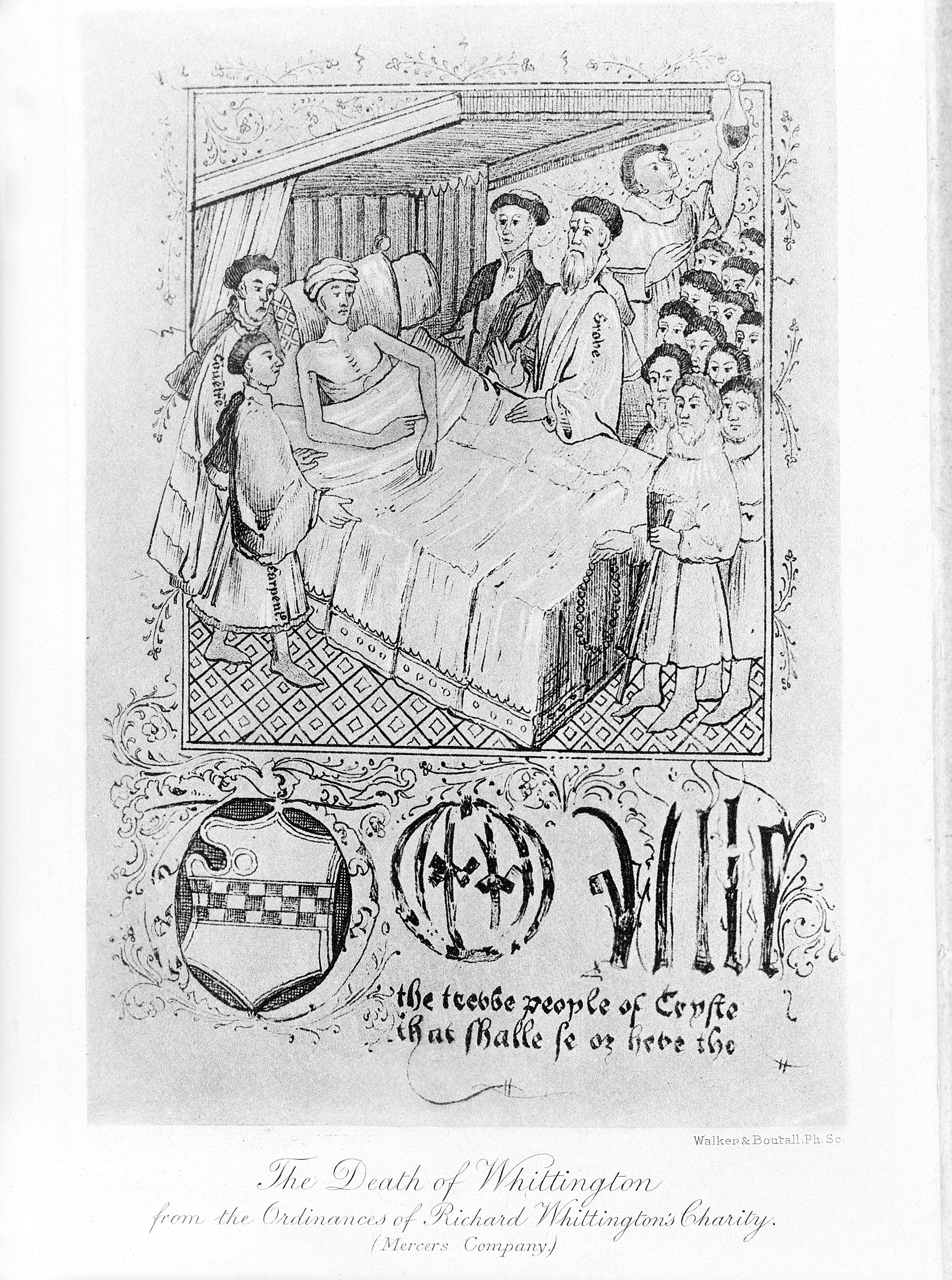
Whittington en su lecho muerte. A su lado, los cuatro ejecutores de su testamento: John Coventre, John White, el secretario John Carpenter, y William Grove, junto a muchos de los beneficiarios de sus caridades al pie de su cama. Un médico examina una botella de orina.

Whittington murió en marzo de 1423 y fue enterrado en la iglesia de St Michael Paternoster Real, a la que había donado grandes sumas de dinero durante su vida. La tumba ahora está perdida, y el gato momificado encontrado en la torre de la iglesia en 1949 durante una búsqueda de su ubicación, probablemente data de la época de la restauración de Wren.

## Legado
Habiendo muerto sin hijos, Whittington dejó £7,000 en su testamento para caridad, en esos días una enorme suma equivalente  £3 millones actuales. Parte de esta herencia fue utilizada para lo siguiente:
- La reconstrucción de la Newgate y la Prisión Newgate, además del alojamiento en ella para los Sheriffs y el Registrador, el cual es el precursor de Old Bailey
- La construcción de la primera biblioteca en Guildhall (el antepasado de la moderna Biblioteca Guildhall)
- La reparación del Hospital St Bartholomew
- La creación de su 'universidad' i.e. casa de beneficencia y hospital originalmente en St Michael
- La instalación de uno de los primeros bebederos públicos

Las casas de beneficencia fueron reubicadas en 1966 a Felbridge, cerca de East Grinstead. Sesenta mujeres mayores y algunas parejas casadas viven actualmente en ellas. La organización benéfica Whittington también desembolsa dinero cada año a los necesitados a través de Mercers' Company. El hospital Whittington se encuentra ahora en Archway en el distrito londinense de Islington y una  pequeña estatua de un gato a lo largo de Highgate Hill conmemora aún más a su legendario felino.

## Dick Whittington: Personaje escénico

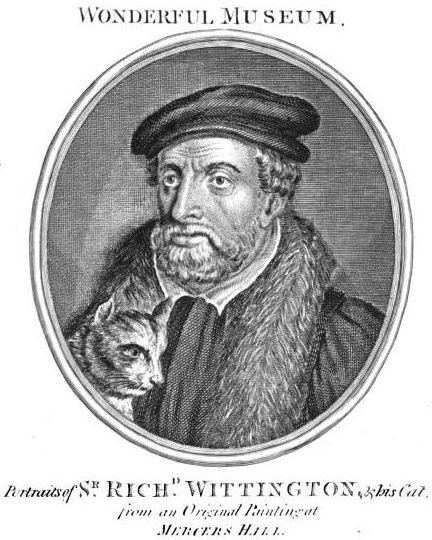
"Retratos del Señor Richard Whittington" & su gato".Printed in New Wonderful Museum, Vol. III (1805). "de la pintura original del Mercer's Hall".

Los regalos que se dejaron en el testamento de Whittington lo hicieron muy conocido, por lo que pasó a ser un personaje de la historia inglesa adaptado a manera de obra de teatro: The History of Richard Whittington, of his lowe byrth, his great fortune, en febrero de 1604. En el siglo XIX, este se hizo popular a través de una pantomima llamada Dick Whittington and His Cat ("Dick Whittington y su gato"), ligeramente basada en la vida de Richard Whittington. Hay varias versiones de la historia tradicional, que cuenta cómo Dick, un niño de una familia pobre de Gloucestershire, se dirige a Londres para hacer fortuna, acompañado por su gato. Al principio tiene poco éxito y siente la tentación de volver a casa. Pero cuando sale de la ciudad y mientras sube a Highgate Hill desde el moderno Archway, oye sonar las Bow Bells de Londres, y cree que las campanas le están enviando un mensaje. Ahora hay un gran hospital en Highgate Hill, llamado Whittington Hospital, después de este supuesto episodio. Una rima tradicional asociada con este cuento es la siguiente:
 

Turn again, Whittington, (Vuelve de nuevo, Whittington,)

Once Lord Mayor of London! (¡Una vez Lord Mayor de Londres)

Turn again, Whittington, (Vuelve de nuevo, Whittington,)

Twice Lord Mayor of London! (¡Dos veces Lord Mayor de Londres)

Turn again, Whittington, (Vuelve de nuevo, Whittington,)

Thrice Lord Mayor of London! (¡Tres veces Lord Mayor de Londres)

Al regresar a Londres, Dick se embarca en una serie de aventuras. En una versión del cuento, viaja al extranjero en un barco, y gana muchos amigos a raíz de las actividades de captura de ratas de su gato. En otra, vende a su gato para generar fortuna. Eventualmente, se vuelve próspero, se casa con la hija de su amo, Alice Fitzwarren (el nombre real de su esposa), y se vuelve Lord Mayor de Londres en tres ocasiones. La creencia común de que sirvió tres veces en lugar de cuatro como Lord Mayor se deriva de los registros de la ciudad 'Liber Albus', los cuales fueron compilados a petición del Secretario de la Ciudad, John Carpenter, donde su nombre únicamente apareció tres veces: como sucesor del fallecido Adam Bamme, además de su propio término consecuente que aparece inmediatamente después, como una entrada para 1397.
Como hijo de la nobleza, Whittington nunca fue una persona sumamente pobre, y no hay evidencia de que tuviera un gato. Whittington pudo haberse asociado con un cuento popular persa del siglo XIII, sobre un huérfano que ganó una fortuna a través de su gato, la cual era una historia común en toda Europa en ese momento. Los folcloristas han sugerido que las leyendas más populares sobre Whittington relacionadas al envío de su gato a un barco mercante, y posterior venta a un emperador oriental acosado por las ratas, pudieron tener un origen en un grabado popular del siglo XVII obra de Renold Elstracke en el que su mano descansaba sobre un gato, pero la imagen solo refleja una historia que ya estaba en circulación. El gato en la imagen de Elstracke, de hecho, fue un reemplazo posterior del impresor Peter Stent, ya que la imagen original contenía un cráneo. con el cambio que es hecho para conformar a la historia ya en existencia, para aumentar ventas.
También se sabía que había un retrato pintado de Whittington con un gato colgado en Mercer Hall, pero se informó que la pintura había sido recortada a un tamaño más pequeño, y la fecha "1572"  parecía ser algo pintado después del recorte, lo que genera dudas sobre la autenticidad de la fecha. Aun así, James Peller Malcolm, quien la presenció a principios de 1800, dice que la fecha debería tomarse de buena fe. La impresión fue publicada en el The New Wonderful Museum (vol. III, 1805, pintura más arriba) es presumiblemente una réplica de esta pintura.